# Neuilly-en-Sancerre
Neuilly-en-Sancerre è un comune francese di 246 abitanti situato nel dipartimento del Cher, nella regione del Centro-Valle della Loira.

## Società

### Evoluzione demografica
Abitanti censiti